# Luis Estrada (réalisateur)
Pour les articles homonymes, voir Luis Estrada.
Luis Estrada est un réalisateur mexicain né le 17 janvier 1962 à Mexico.

## Filmographie partielle
- 1989 : Camino largo a Tijuana
- 1994 : Ámbar
- 1999 : La loi d'Hérode (La ley de Herodes)
- 2006 : Un mundo maravilloso
- 2010 : El Narco (en espagnol El infierno)
- 2014 : La Dictature parfaite (en espagnol : La Dictadura perfecta)
- 2023 : ¡Que viva México!